# Ип Ман (филм)
„Ип Ман“ (на кантонски: 葉問) е китайско-хонконгски филм от 2008 година, биографичен екшън на режисьора Уилсън Ип по сценарий на Едмънд Уон.
Действието, донякъде базирано на живота на кунг фу учителя Ип Ман, го показва по време на Китайско-японската война, когато, разорен финансово, той се сближава със своите съграждани и използва уменията си, за да ги обучава и да се противопоставя на чужденците от Северен Китай и Япония. Главните роли се изпълняват от Дони Йен, Лин Хун, Хироюки Икеучи, Гордън Лам.